# Émile Bourgeois
Émile Bourgeois (* 24. Juli 1857 in Paris; † 25. August 1934 in Versailles) war ein französischer Historiker. Sein Forschungsschwerpunkt war die internationale Politik des 17. Jahrhunderts.

## Leben
1899 verfasste er einen Bericht zur Reform des Schulunterrichts. Von 1904 bis zu seiner Pensionierung 1921 lehrte er an der Universität Sorbonne. 1920 wurde er Mitglied der Académie des sciences morales et politiques. Er arbeitete zudem als Verwaltungsfachmann an der Porzellanmanufaktur in Sèvres.

## Veröffentlichungen (Auswahl)
- Le capitulaire de Kiersy-sur-Oise (877) : étude sur l’état et le régime politique de la société carolingienne à la fin du IXe siècle, d’après la législation de Charles le Chauve. Paris 1885
- Neuchâtel et la politique prussienne en Franche-Comté (1702-1713) d’après des documents inédits des archives de Paris, Berlin et Neuchâtel. Paris 1887
- Manuel historique de politique étrangère. 2 Bände, Paris 1892–1898
- Le Grand siècle. Louis XIV, les arts, les idées. Paris 1896
- Les Réformes de l’enseignement secondaire, note présentée à la Commission de l’enseignement de la Chambre des Députés (8 février 1899). Versailles 1899
- (als Herausgeber): Ézéchiel Spanheim, Relation de la cour de France en 1690. Paris 1900
- Les Archives d’art de la Manufacture de Sèvres, rapport adressé à M. le ministre de l’instruction publique et des beaux-arts et inventaire sommaire. Paris 1905
- La Diplomatie secrète au XVIIIe siècle, ses débuts. Paris 1907
- (als Herausgeber:) Recueil des instructions données aux ambassadeurs et ministres de France depuis les traités de Westphalie jusqu’à la Révolution française. XIII, Hollande. Paris 1924
- (als Herausgeber, mit Louis André:) Les sources de l’histoire de France. Le XVIIe siècle (1610–1715). 8 Bände, Paris 1913–1935

Übersetzungen
- Ludwig XIV. der Sonnenkönig oder das große Jahrhundert Frankreichs. Leipzig 1897
- History of modern France 1815–1913. Cambridge 1919